# MaK-rúdhajtású mozdonyok

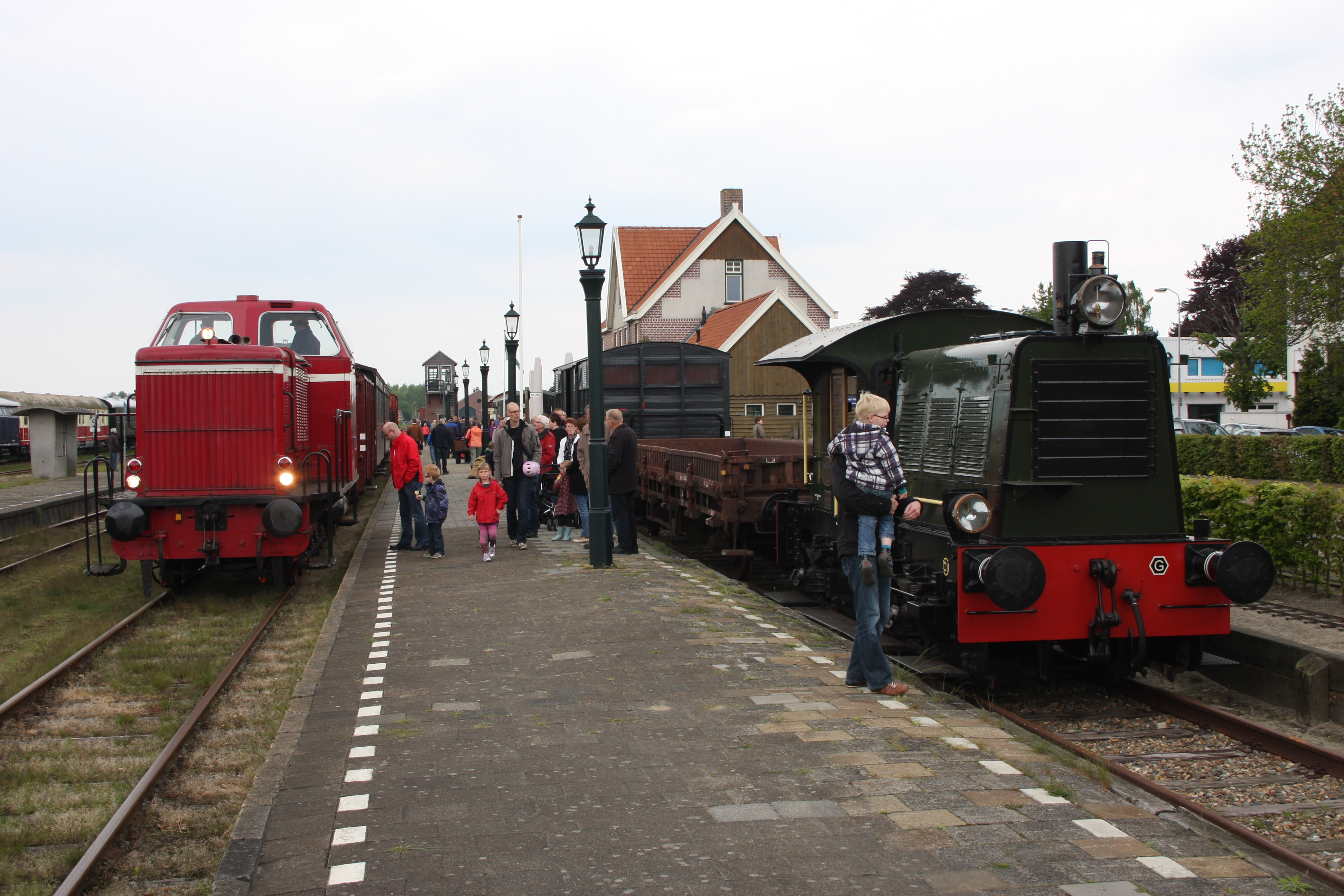
Egy korábban a Wittlager Kreisbahn állományát képező MaK 400 C (balra, jobbra egy NS 200-as) a holland STAR múzeumvasúton

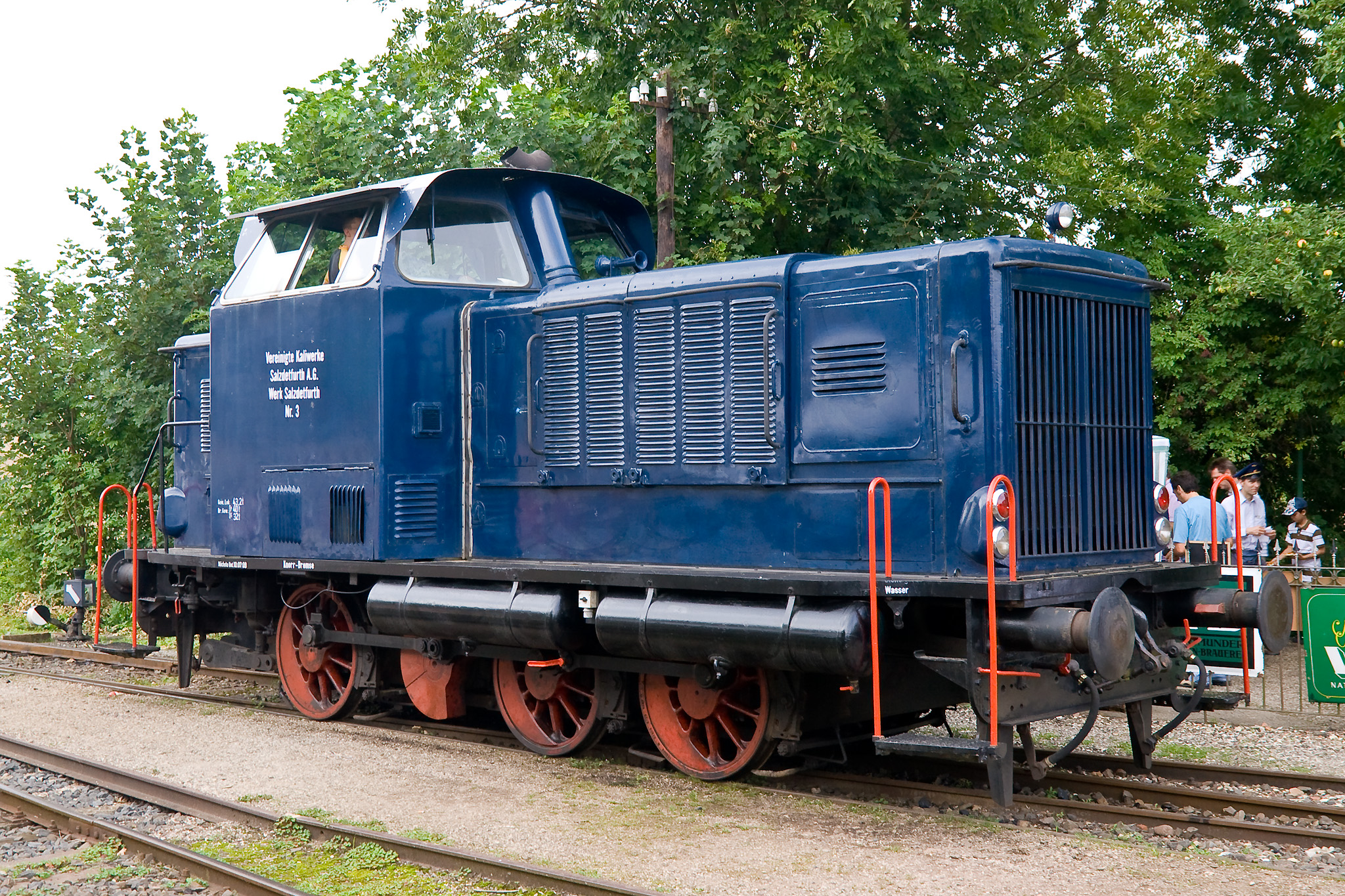
Egy az AHE, illetve korábban a Kaliwerk Salzdetfurth állományában álló MaK 450 C

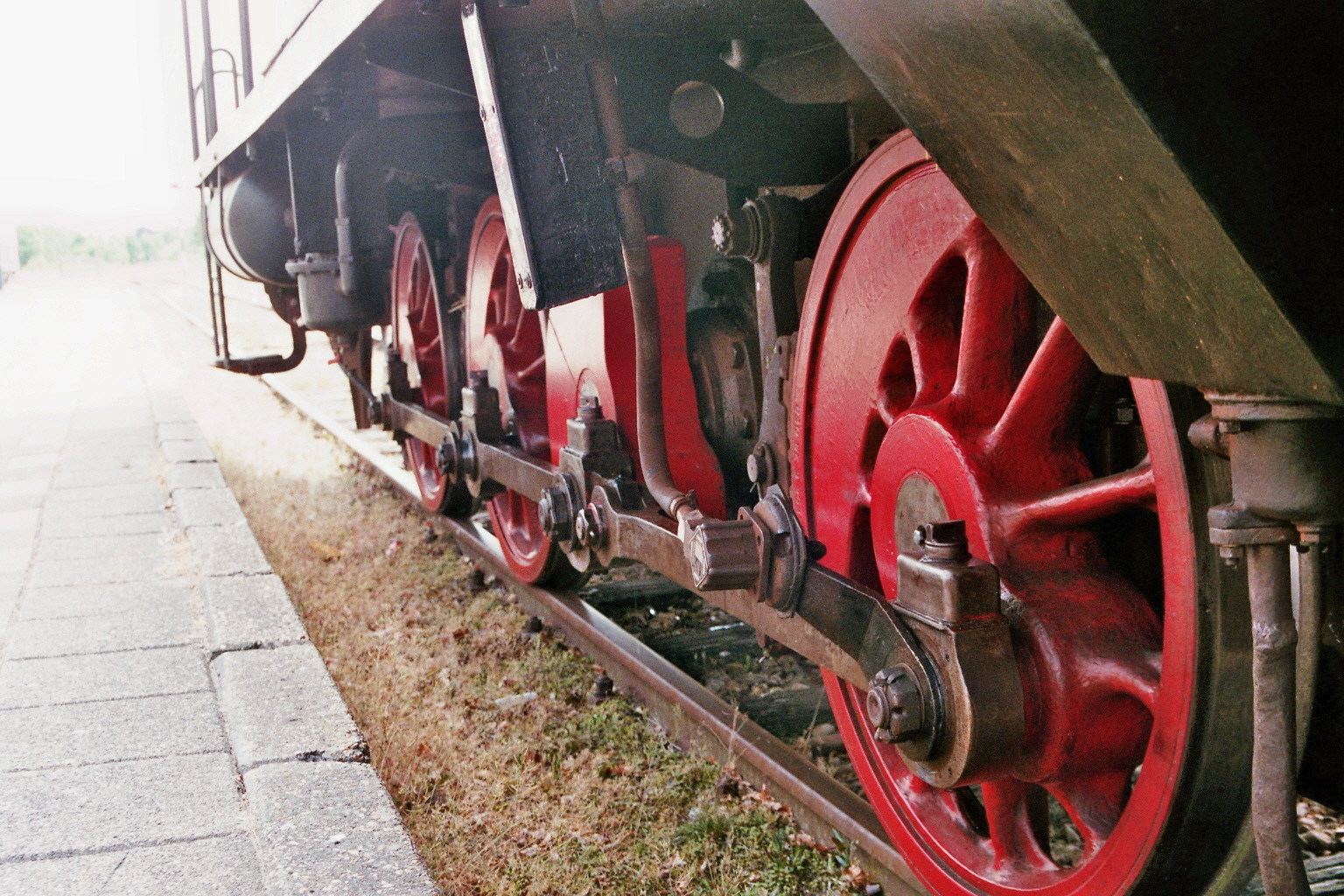
Egy MaK 400 C alváza

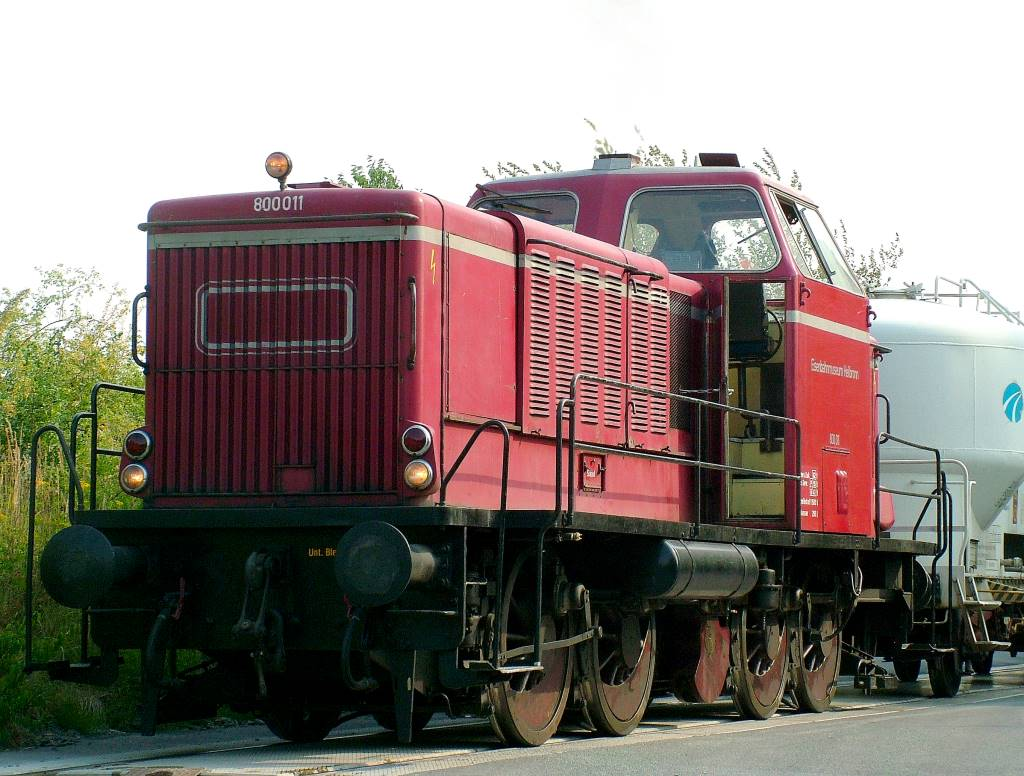
Egy cementgyárnál üzemi mozdonyként használt MaK 800 D

A MaK-rúdhajtású mozdonyok a Maschinenbau Kiel (MaK) vállalat által 1953 és 1967 között gyártott csatlórudas meghajtású dízelmozdonyok típusprogramja.

## Történet
A második világháború után a háború során elszenvedett károk és a gördülőállomány megújításának elmaradása miatt valamennyi vasúttársaságnál nagy szükség volt új járművekre. A háború alatt a német mozdonyipar a Wehrmacht számára épített WR 200 B és WR 360 C mozdonyokkal értékes tapasztalatot szerzett a dízelmozdonygyártás tekintetében. Ezért a MaK, sok más mozdonygyártóhoz hasonlóan, a háború után kezdetben a WR 360 C továbbfejlesztett verzióját kínálta, amelyből 18 gépet szállítottak a Német Szövetségi Vasutaknak V 36.4 sorozat néven.
A következő években a mozdonygyártók szabványosított dízelmozdony-típusprogramokat dolgoztak ki, különösen a magán- és  iparvasutak számára, de a MaK programja néhány tekintetben különbözött a többi gyártóétól. A mozdonyok például középen elhelyezett vezetőfülkét és laposabb orr-részt kaptak a jobb kilátás érdekében. Négytengelyes mozdonyokat is kínáltak, amelyeknél a két külső tengelyt egy úgynevezett Beugniot-emeltyűvel kapcsolták össze, hogy a jobb ívfutás érdekében oldalirányban lehessen őket egymáshoz képest eltolni.

## Típusprogram
Az első típusprogram a 240 B, a 240 C, a 400 C, a 600 D és a 800 D típusokból állt. A sorozat megnevezése tartalmazza a motor teljesítményét lóerőben kifejezve, valamint a tengelyelrendezést. A két 240 lóerős mozdonytípus hathengeres MS24 motorral, a többi hat- vagy nyolchengeres MS/MA 301 motorral volt felszerelve. A mozdonyok számos alkatrésze azonos volt, így például a felépítményeket nagy számban lehetett gyártani és további megrendelésekre készleten tartani. A futóművek azonban különböztek, és három különböző vázhosszúság létezett: a két kisebb  típus 7700 mm, a 400 C 9200 mm, a két nagyobb típus pedig 10 600 mm hosszú.
1955-ben a MaK a 600 D típusból kifejlesztette a V 65 sorozatot a Német Szövetségi Vasutak számára, amelyből 1956-ig 15 darabot szállítottak le. A V 100 sorozat javára nem építették tovább. A V 65 abban különbözik a 600 D-től, hogy erősebb motorral, a mozdony előmelegítésére vagy üzemszünetek alatti melegen tartására szolgáló kokszkemencével és egyéb apróbb módosításokkal rendelkezik.

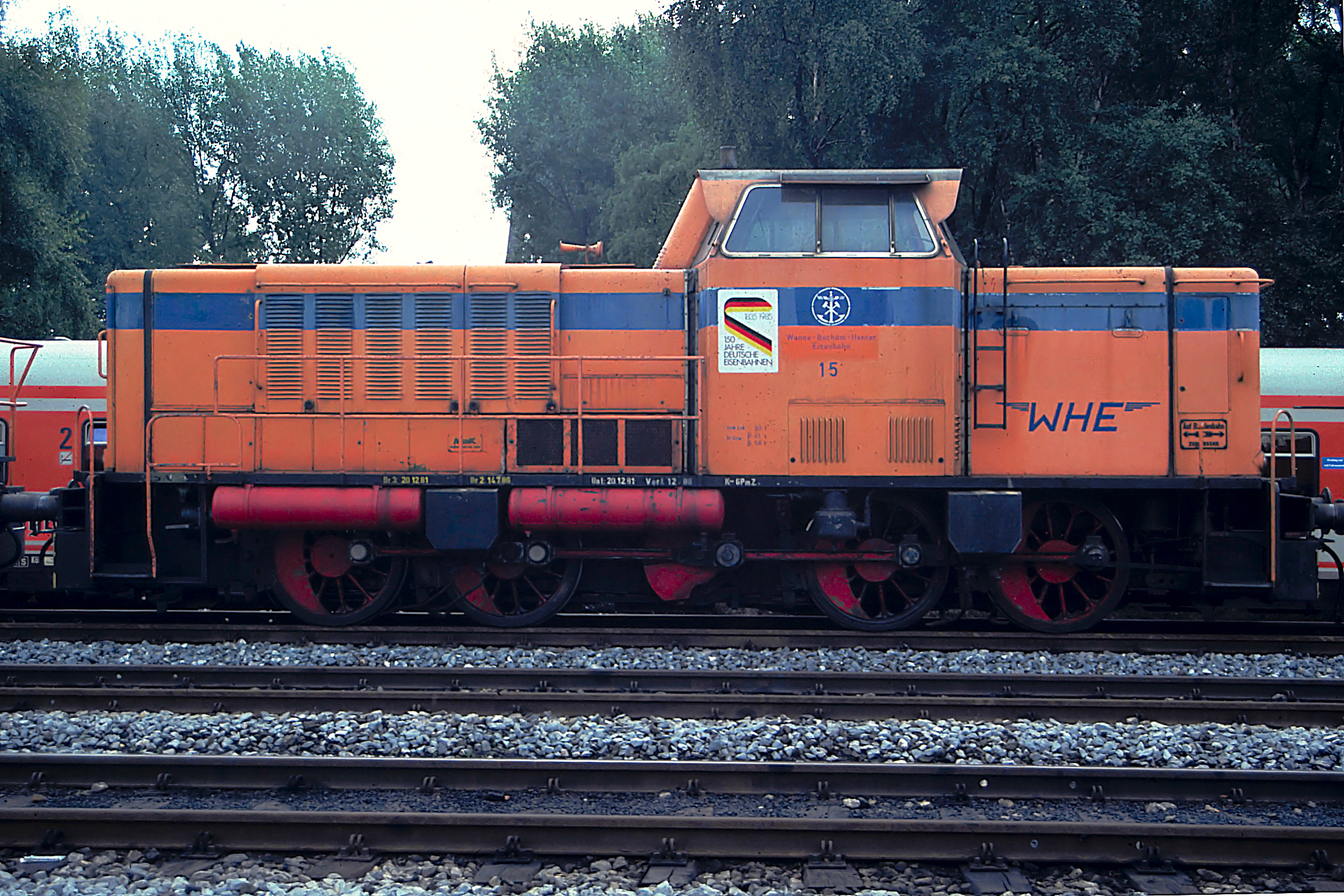
A Wanne-Herner Eisenbahn und Hafen MaK 1200 D-je

1957-re elkészült a 301-es motortípus továbbfejlesztése, így új, nagyobb teljesítményű mozdonytípusokat lehetett kínálni, ezek voltak a 650 D, a 850 D, az 1000 D és az 1200 D sorozatok. Ezek a mozdonyok 11 360 mm hosszú vázra épültek, azaz hosszabbak voltak, mint a korábbi típusok, amelyeket hamarosan a hosszabb vázszerkezetre alakítottak át.
A 240 B és 240 C típusok 1960-tól új vezetőfülkét kaptak, amely a meredekebb elülső falaival és ablakaival modernebbnek tűnt; a többi típusra továbbra is a régi vezetőfülkét építették. 1961-től elérhetővé vált a MaK utolsó csatlórudas mozdonya, a 450 C, melyet már a 301-es motor továbbfejlesztett változatával, az MS 301 F-fel szereltek.
Tágabb értelemben az 1960 és 1962 között épített 600 C és 650 C típusú „kohómozdonyok” is a MaK-rúdhajtású mozdonycsalád közé sorolhatók, mivel ezek is az első MaK-típusprogram elemeire épülnek. E típusok futóművét és felépítményét azonban jelentősen eltérően tervezték, hogy jobban alkalmazkodjanak rendeltetésükhöz.
1965-től vagy 1966-tól a MaK átállt egy új típusú mozdonygyártási programra, amelyben az erőátvitel már nem vaktengelyeken és csatlórudakon, hanem kardántengelyeken keresztül történik. Ekkorra összesen 459 rúdhajtású mozdonyt szállítottak le a DB-nek, illetve a német magán- és ipari vasutaknak, valamint külföldre.
A mozdonyokat elsősorban németországi és más európai országok magán-vasúttársaságai vásárolták, amelyek a MaK rúdhajtású mozdonyait a megmaradt gőzmozdonyaik vagy a régebbi, kisebb teljesítményű dízelmozdonyaik kiváltására használták. Különösen a típusprogram bevezetését követő első években azonban a német és a külföldi állami vasúttársaságok is vevőként léptek fel. Így például csak a 800 D típusból 46 mozdonyt szállítottak Svédországba a Statens Järnvägarnak, és további 42 darab 600 D és 800 D típusú gépet a Ferrocarriles de Cuba részére. Nagyobb sorozatokat szállítottak Nigériába és Törökországba is.
Belföldön számos 240 B került bányavállalatokhoz és acélművekhez, különösen a Ruhr-vidéken. A nagyobb mozdonyok üzemeltetői tekintetében kiemelt említést érdemel a Osthannoversche Eisenbahnen és a Bentheimer Eisenbahn, amelyek összesen 13 különböző típusú gépet állítottak szolgálatba.
A 2000-es évek végére már csak néhány ilyen gép maradt használatban, azok is rendszerint csak tartalékként, néhánynak a holléte ismeretlen, de sokukat múzeumvasutakon vagy műemlékként őrizték meg.

## Képgaléria

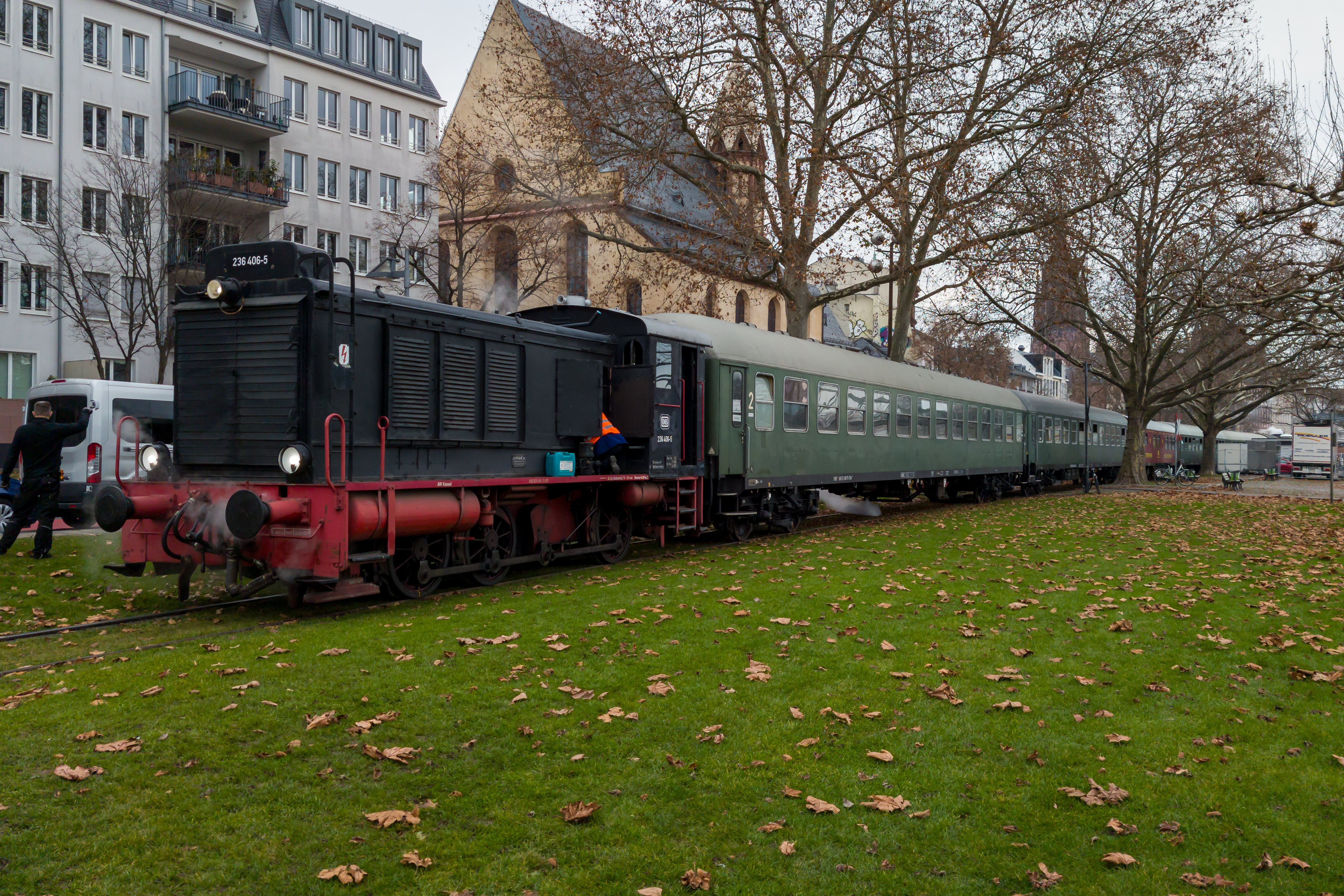
A sorozat előfutára, egy a MaK által gyártott DB V 36.4
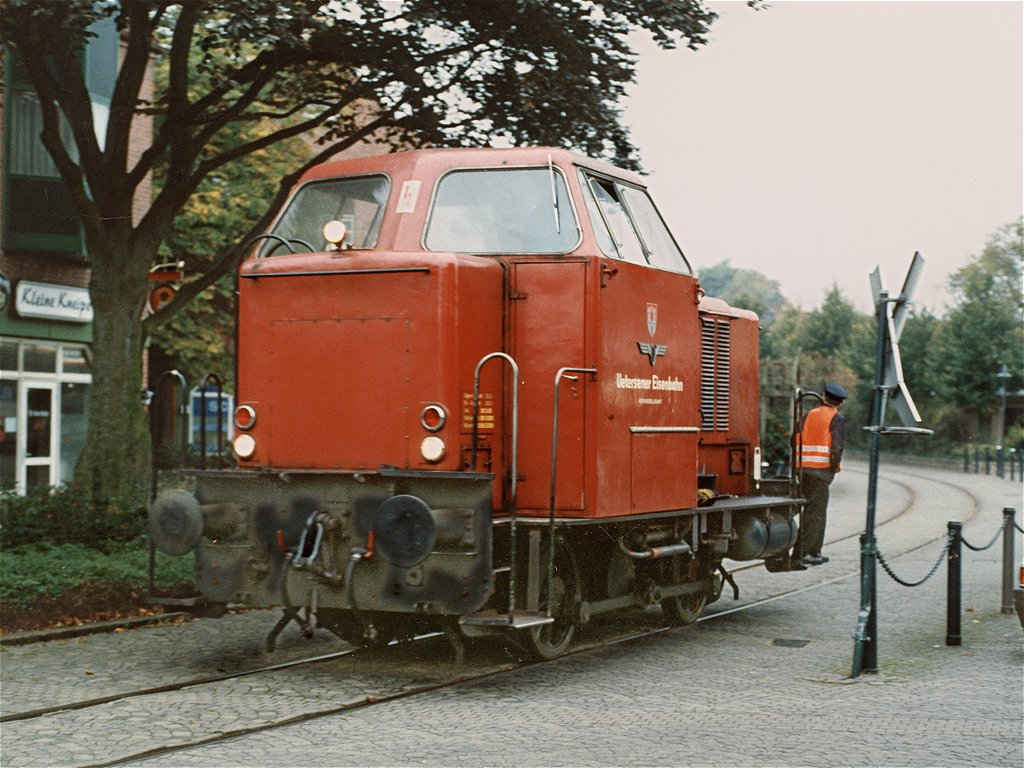
MaK 240 B
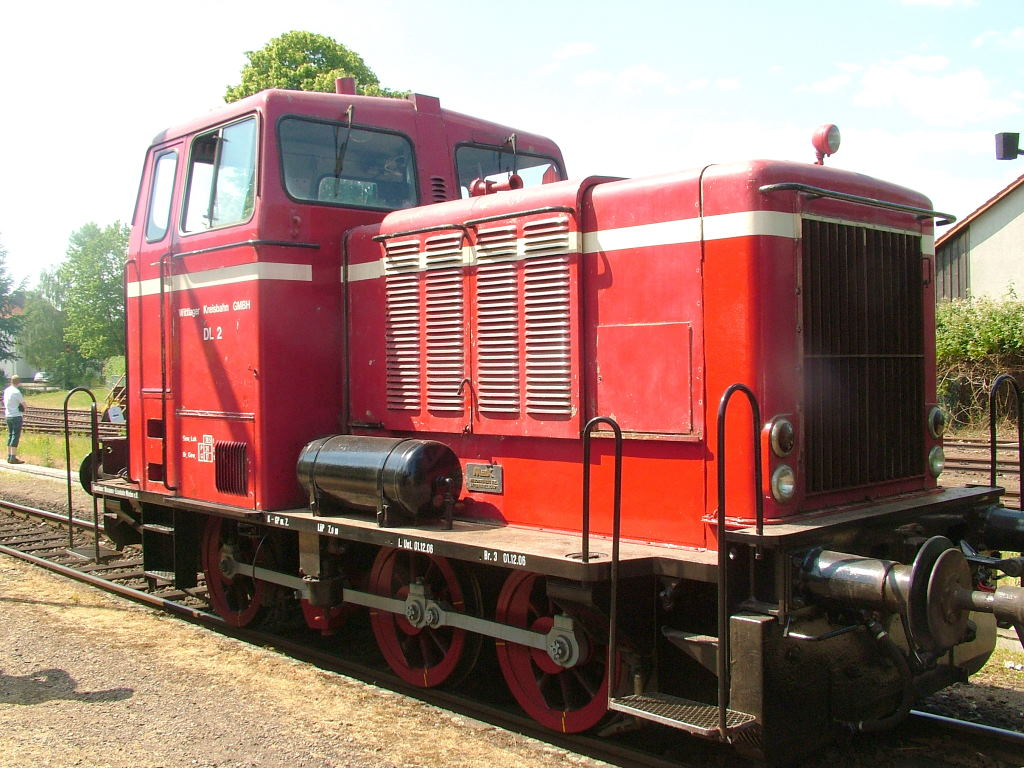
MaK 240 C
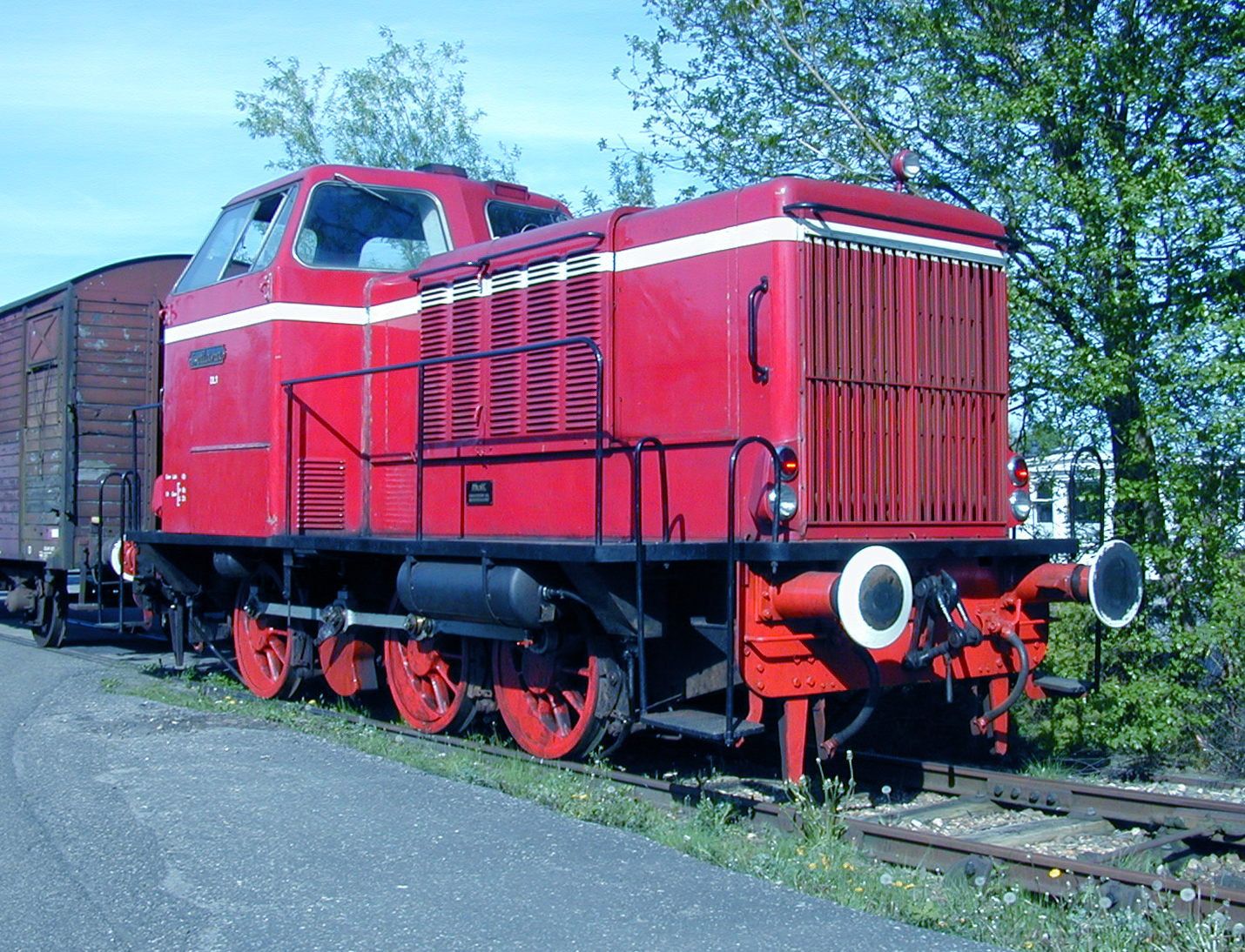
MaK 400 C
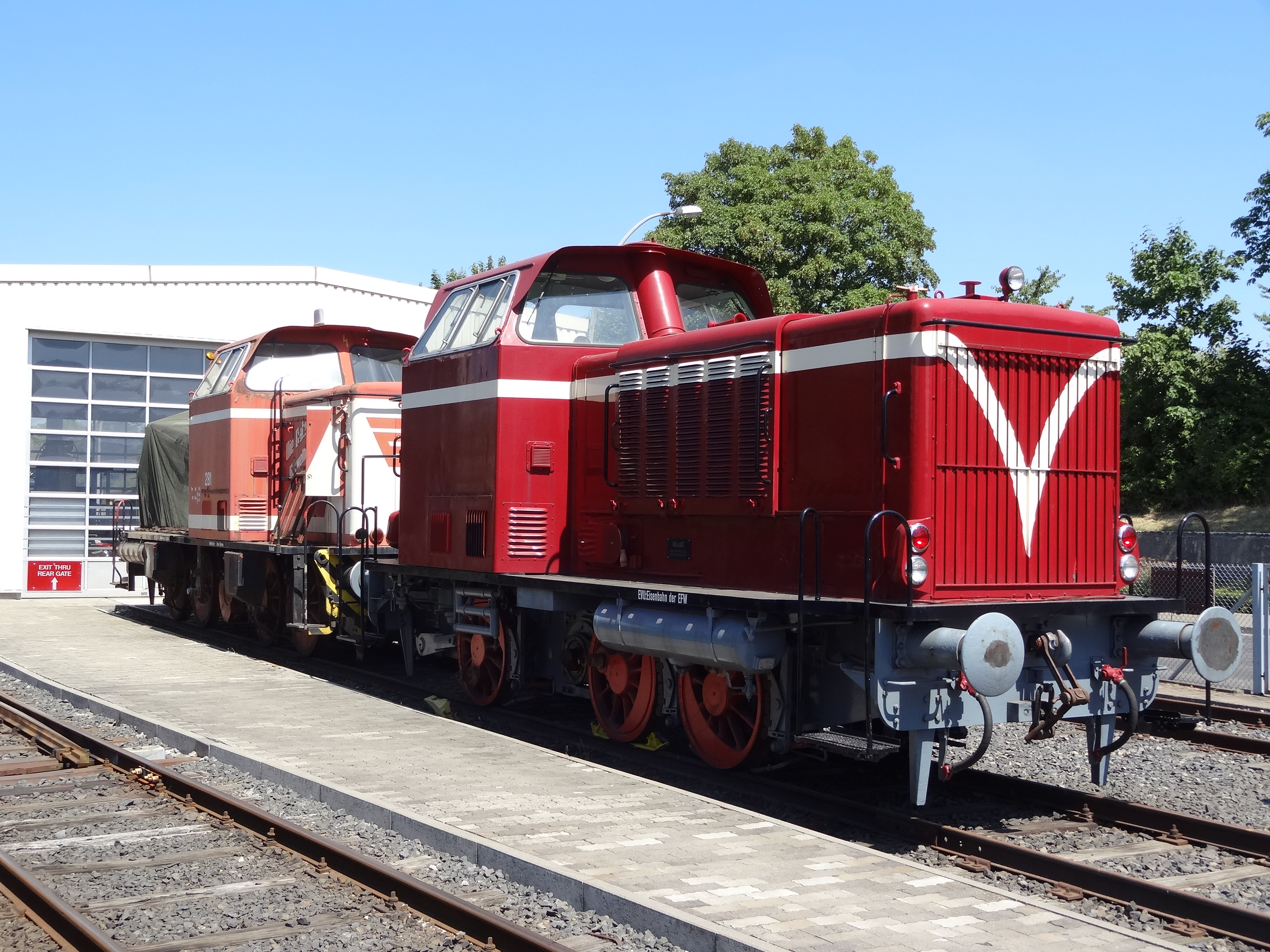
MaK 450 C
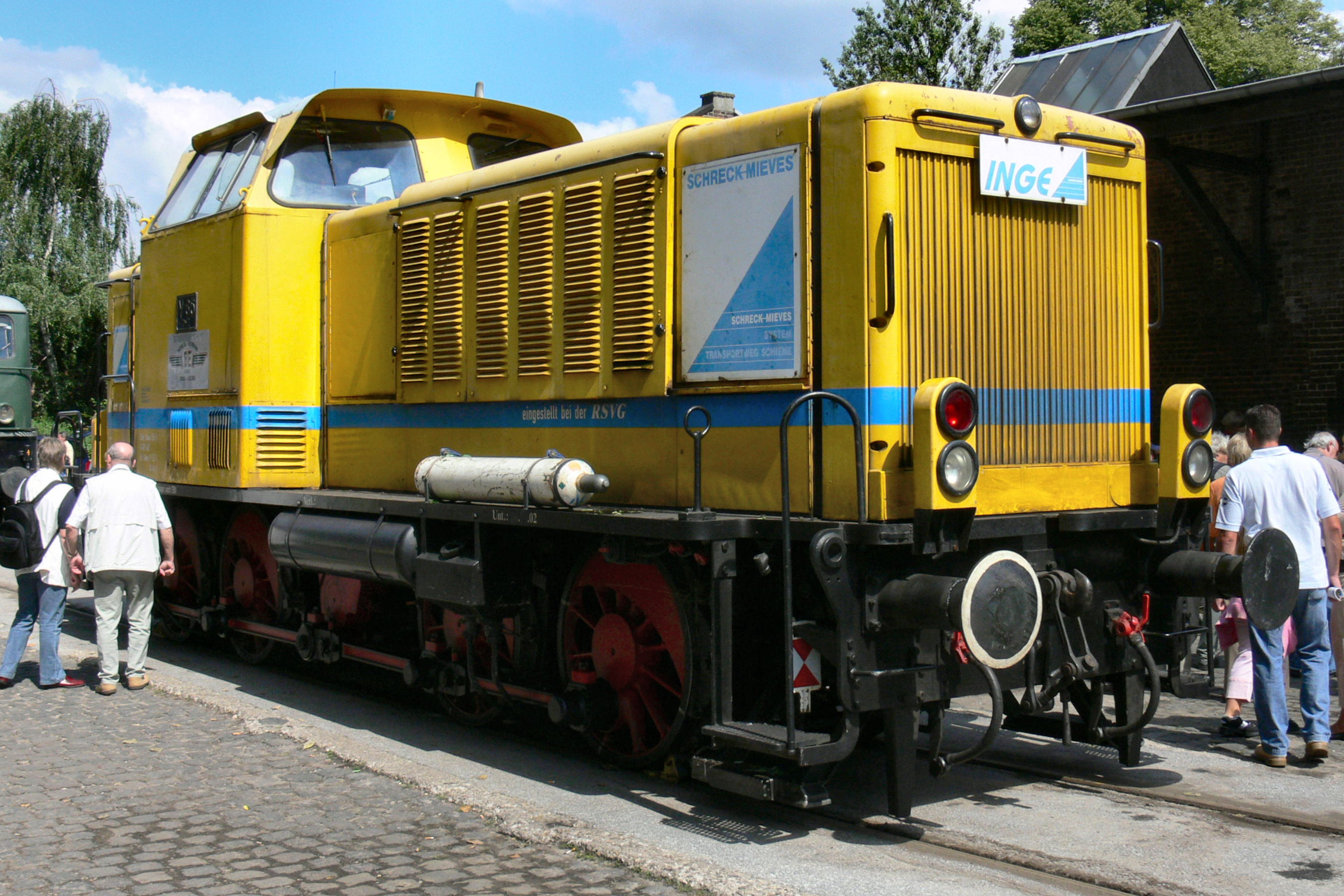
MaK 600 D
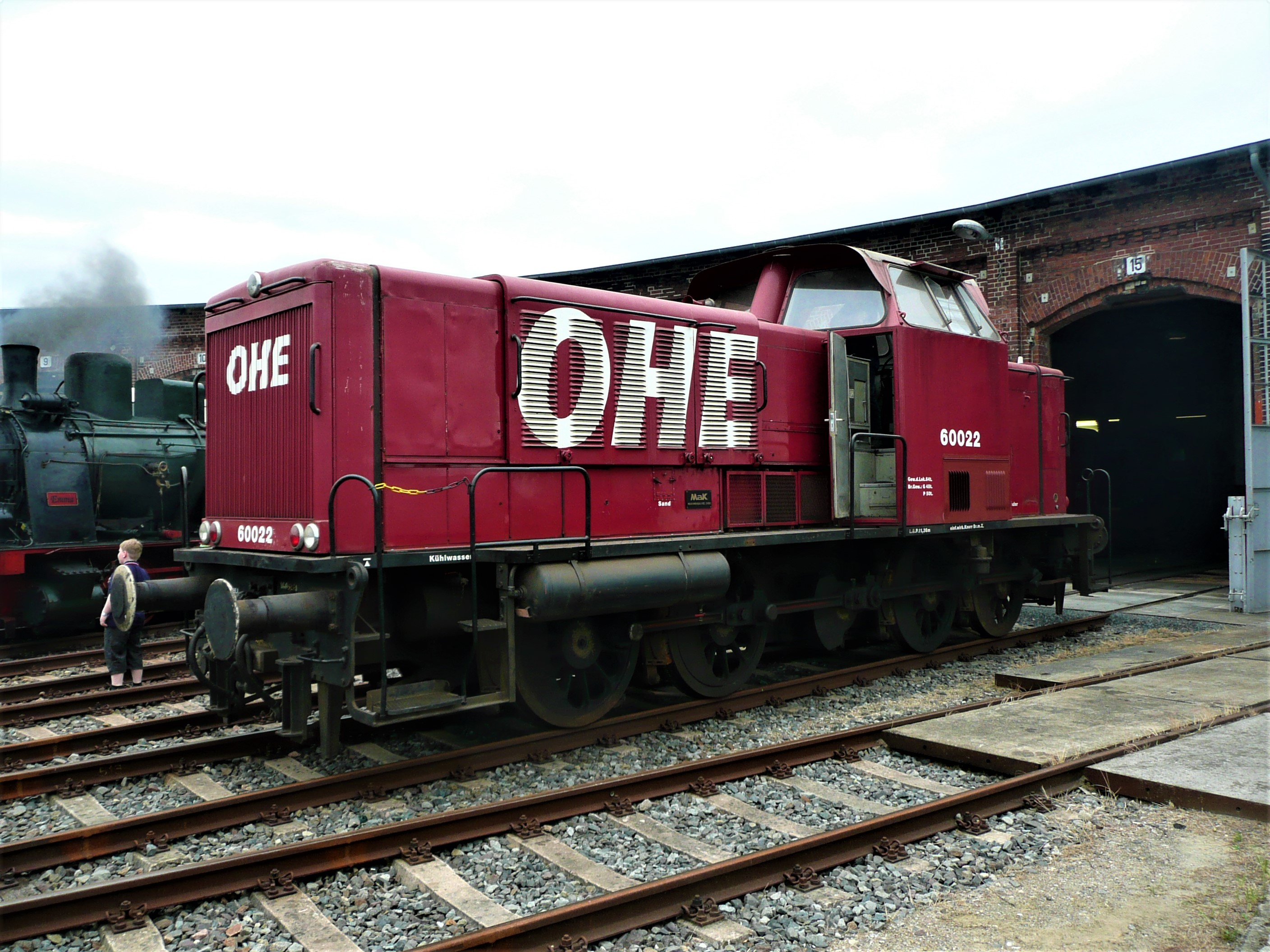
MaK 650 D
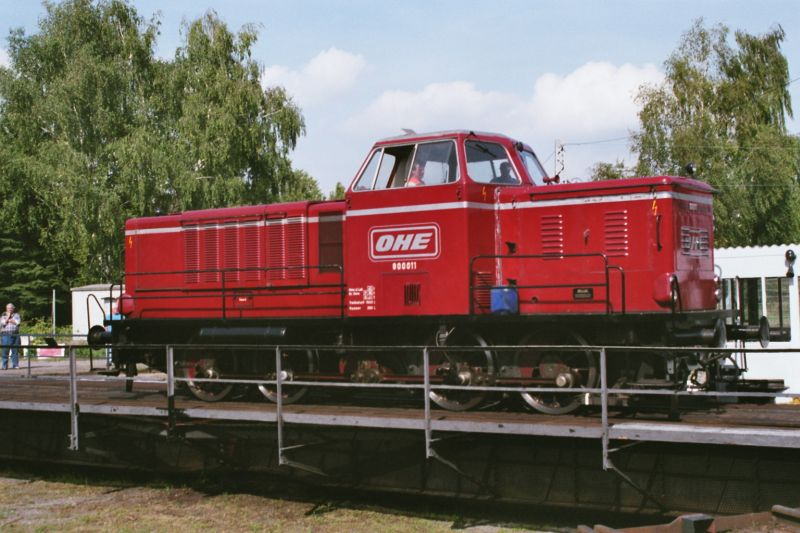
MaK 800 D
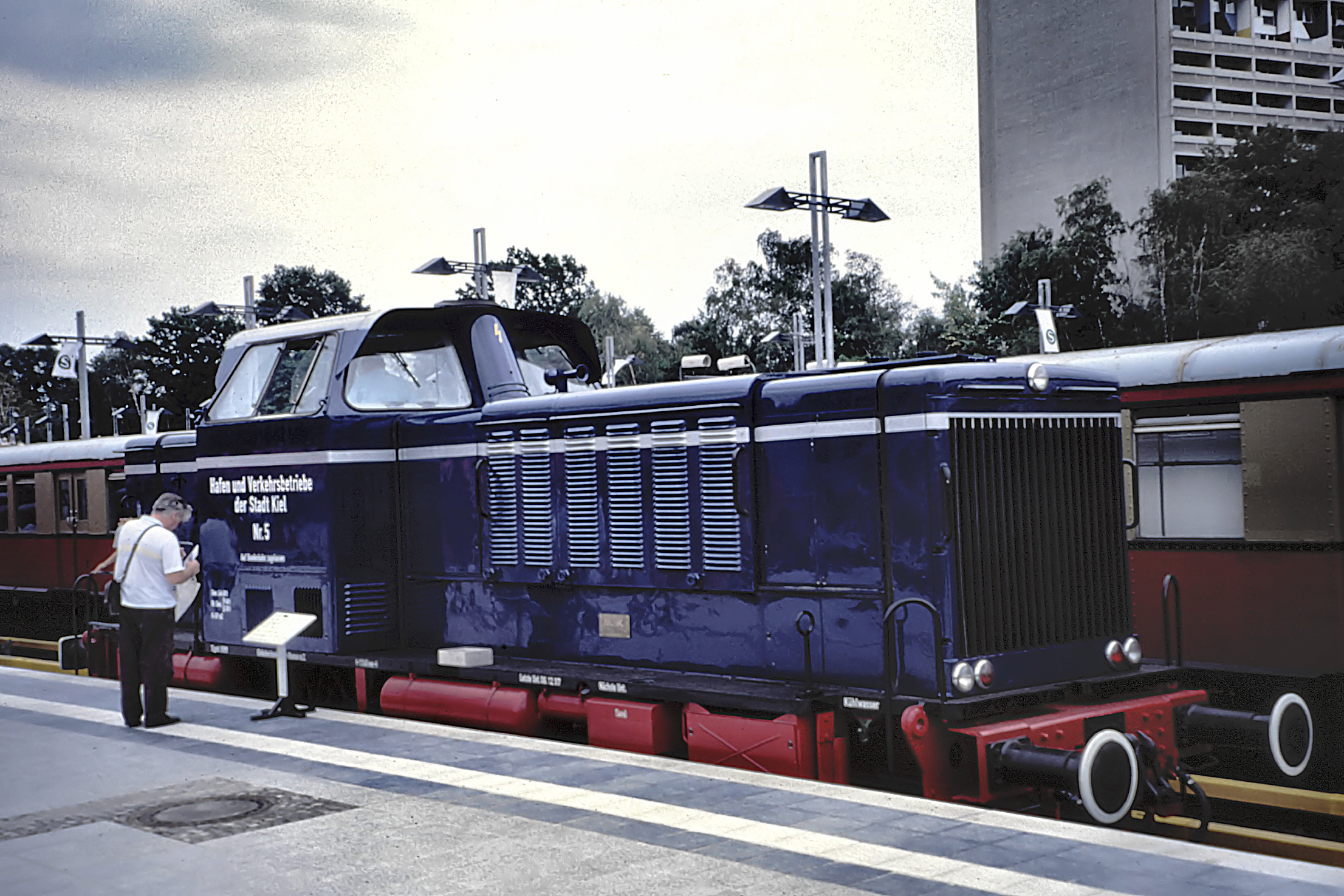
MaK 850 D
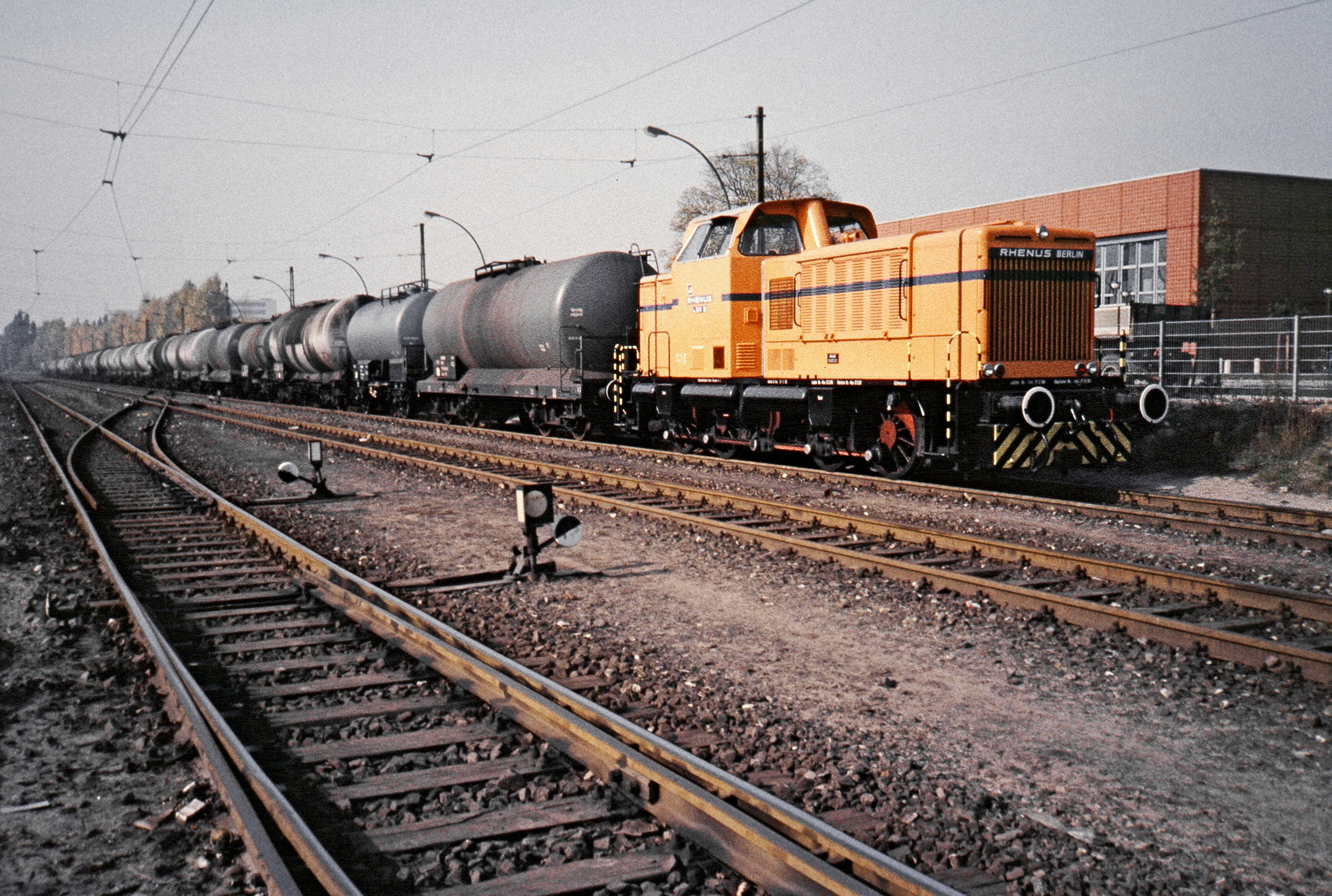
MaK 1000 D
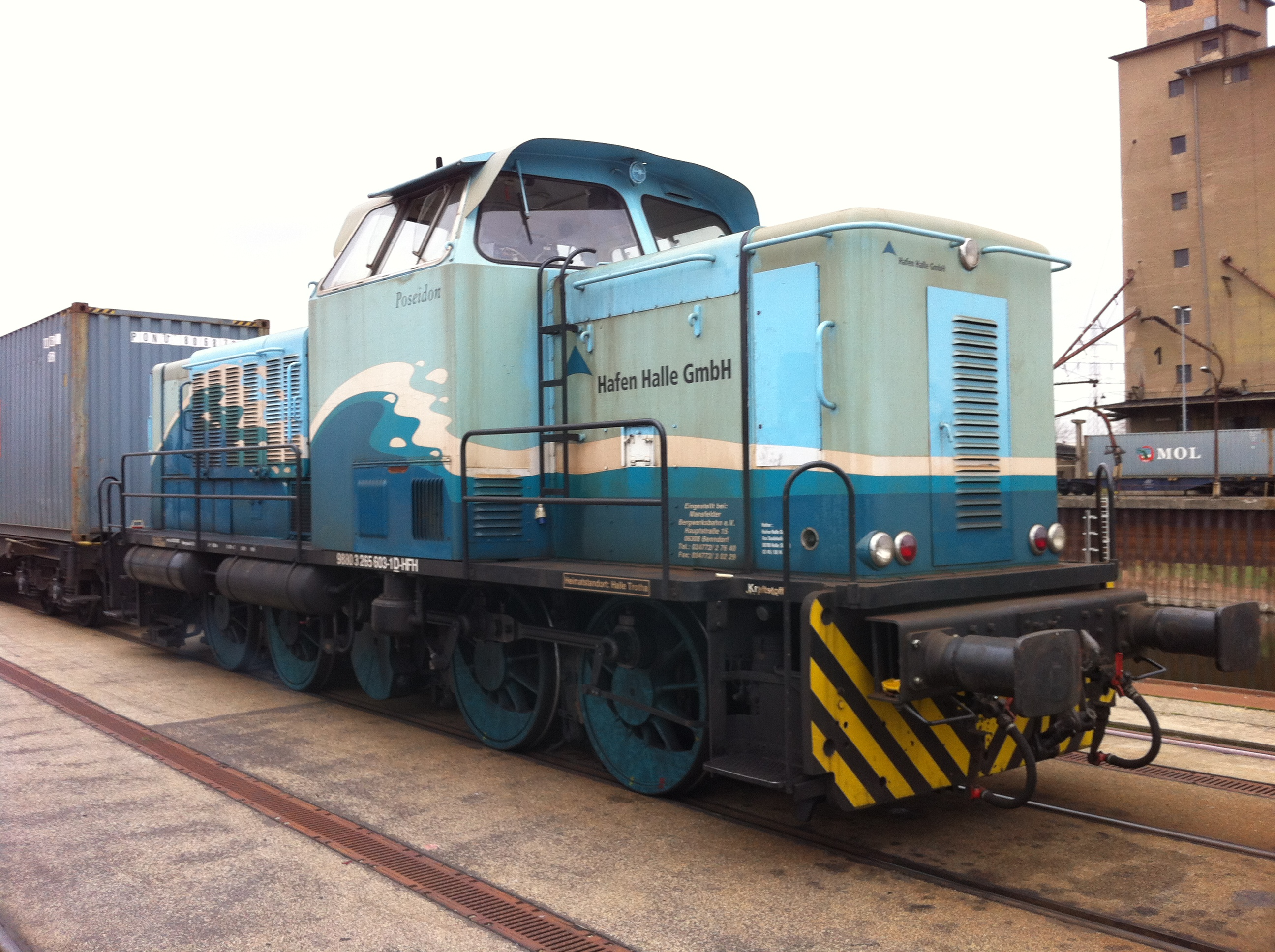
MaK 1200 D

## Fordítás
- Ez a szócikk részben vagy egészben  a   MaK-Stangenlokomotiven című német Wikipédia-szócikk ezen változatának fordításán alapul.  Az eredeti cikk szerkesztőit annak laptörténete sorolja fel. Ez a jelzés csupán a megfogalmazás eredetét és a szerzői jogokat jelzi, nem szolgál a cikkben szereplő információk forrásmegjelöléseként.

### Felhasznált irodalom
Hertwig, Roland. Die Baureihe V 65. Die vierachsige Stangen-Diesellok der DB und das 1. MaK-Typenprogramm (német nyelven). EK Verlag. ISBN 978-3-88255-121-1 (2011)